# Porrhothele antipodiana
Porrhothele antipodiana  (лат.) — вид пауков из семейства Hexathelidae, обитающий в Новой Зеландии.

## Распространение и место обитания
Этот паук распространён на большой территории Новой Зеландии и на архипелаге Чатем, среди кустарников и в садах. Самец часто встречается внутри домов и зимой и летом, во время их поисков самок. Самцы забираются к тем местам, где влажно, как, например, ванные комнаты, так как они легко теряют влагу.
Живут под скалами, камнями и брёвнами; строят паутинные норки, снаружи вход норки окутан паутиной для того, чтобы ловить добычу такую, как жуки, но паук не прочь полакомиться улитками и мышами.

## Яд
Укус паука болезненный, вызывающий отёк, зуд или онемение того органа, на который пришёлся укус. Человеку, укушенному этим пауком, нужно обеззаразить место укуса, иначе можно получить заражение крови. Сам яд погребного новозеландского паука не опасен для человека.

## В культуре
Этот вид был использован в трилогии «Властелин колец» новозеландским режиссёром Питером Джексоном как прообраз гигантской паучихи Шелоб.